# Valérie Cabanes
Valérie Cabanes (Pont-l'Abbé,  1969) é uma jurista francesa com especialização no direito internacional. Atua como ativista em questões ambientais. Participou da elaboração de denúncia de Jair Bolsonaro por crime de ecocídio perante o Tribunal Penal internacional em 2019. 

## Obras
Entre as suas obras encontram-se: 
- 2015 - Crime climatique et écocide: réformer le droit pénal international, in Crime climatique stop: l'appel de la société civile, org. Nicolas Haeringer, Maxime Combes, Jeanne Planche et Christophe Bonneuil, Le Seuil, coll. «Anthropocène», ISBN 978-2-021283-648
- 2016 - Un nouveau droit pour la Terre: pour en finir avec l'écocide, Le Seuil, ISBN 978-2-021328-615 [3]
- 2016 - Le crime d'écocide, in Des droits pour la Nature, prefácio, org. Samanta Novella, Utopia, ISBN 978-2-919160-235
- 2017 - Homo natura: en harmonie avec le vivant, ed. Buchet-Chastel, ISBN 978-2-283030-196 [4]